# Romanisation du Guangdong
La romanisation du Guangdong est un terme pour se référer aux quatre systèmes de romanisation publié par le service provincial de l'éducation de la province du Guangdong, en république populaire de Chine, en 1960, pour la translittération du cantonais, du teochew, du hakka  et du hainanais. Les systèmes utilisent des éléments similaires avec quelques différences afin de s'adapter aux variations de langues respectives.
Par certains aspects, la romanisation du Guangdong ressemble au hanyu pinyin dans ses distinction des initiales consonnes alvéolaires z, c, s, des initiales consonnes alvéolo-palatales j, q, x, dans son utilisation de b, d, g pour représenter les consonnes finales non-aspirées /p t k/. De plus, son utilisation de la médiane u avant la rime plutôt que de la représenté comme w en initiale lorsqu'elle suit g ou k.
La romanisation du Guangdong utilise les diacritiques pour représenter certaines voyelles. Cela inclut l'utilisation de l'accent circonflexe, de l'accent aigu et du tréma avec, respectivement, les lettres ê, é, et ü. De plus elles utilisent -b, -d, -g pour représenter les  consonnes coda /p t k/ plutôt que -p, -t, -k comme c'est le cas dans les autres systèmes de romanisation, afin de conserver une consistance avec les occlusives non aspirées à l'initiale. Les tons sont marqués par des nombres en exposant plutôt que, comme c'est le cas dans le pinyin, par des diacritiques.